# Eric A. Jaffe
Eric A. Jaffe (geboren etwa 1942) ist ein Hämatologe und Onkologe am Interfaith Medical Center in Brooklyn, New York.
Jaffe erwarb 1966 am State University of New York Downstate Medical Center einen M.D. als Abschluss des Medizinstudiums. Seine Facharztausbildung absolvierte er am New York Hospital. Er hatte eine Professur (Associate Professor) an der Cornell University inne.
Jaffe konnte wesentliche Beiträge zur Aufklärung der Physiologie und Biochemie der Blutgerinnung leisten. 1973 gelang es ihm erstmals, Endothelzellen aus Nabelschnur in Kultur zu bringen.
1977 erhielt Jaffe den Pasano Young Scientist Award. 1979 wurde er in die American Society for Clinical Investigation gewählt.

## Schriften
- Biology of endothelial Cells, Springer 1984 ISBN 978-1-4613-2825-4
- Cytology of endothelial cells, Boston : Martinus Nijhoff Publishers, 1984, ISBN 0-898-38587-3